# Sleen-2
Sleen-2 was een Nederlandse gasbron bij 't Haantje. In 1965 vond hier de enige blow-out in de geschiedenis van de Nederlandse gaswinning plaats.

## Gasboring
De NAM begon op 2 november 1965 met de gasexploratieboring op locatie Sleen-2 bij 't Haantje, dat destijds tot de gemeente Sleen behoorde (in 1998 kwam Sleen in het kader van een gemeentelijke herindeling bij Coevorden). Binnen een maand was een boordiepte van 1800 meter bereikt.

## Blow-out

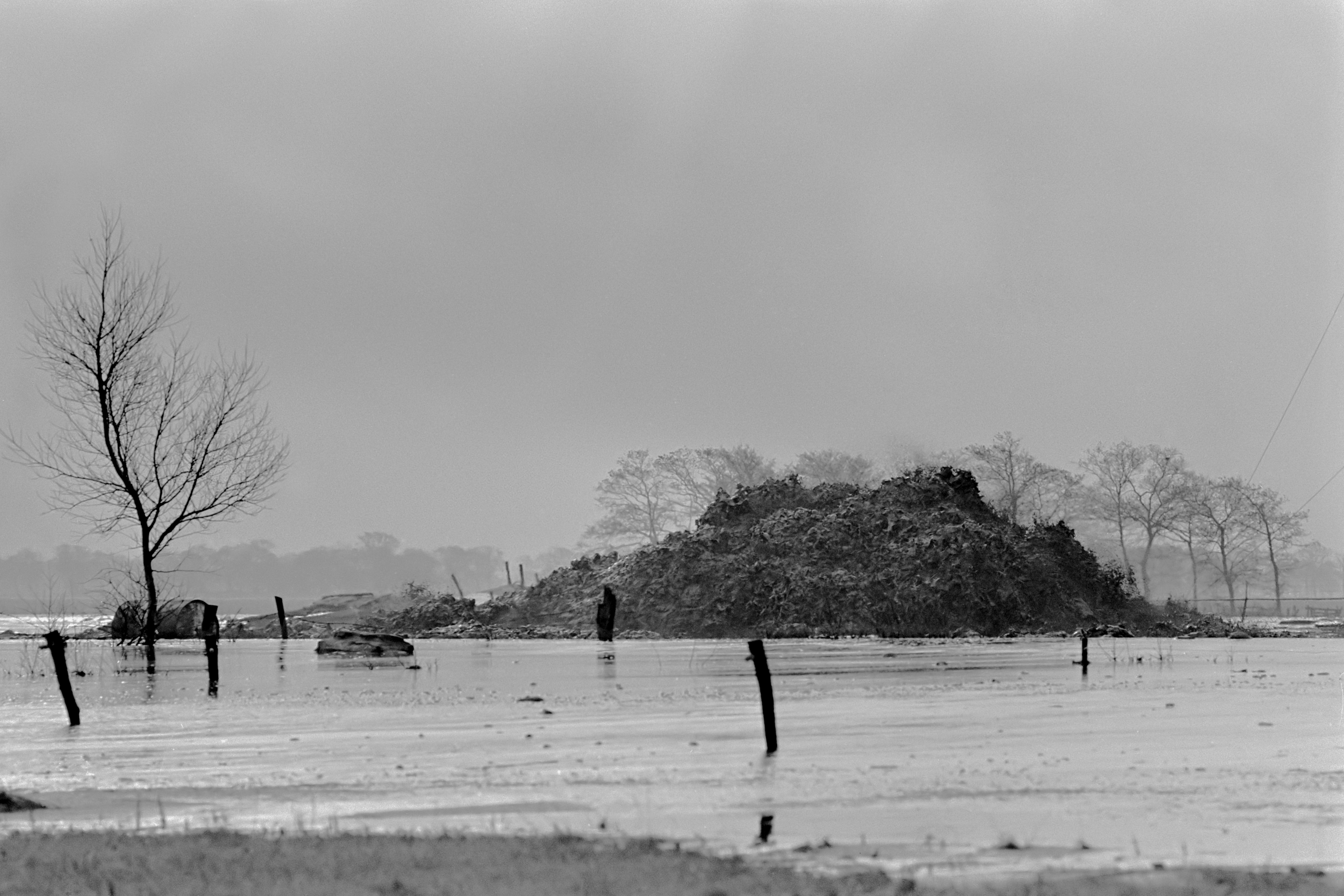
Gaseruptie bij Sleen (1965)

Op 1 december 1965 begon de druk snel op te lopen. In de dagen daarvoor waren reeds hoge formatiedrukken waargenomen waardoor het boorpersoneel zich had voorbereid en op tijd in veiligheid kon worden gebracht. Gas met modder brak door de oppervlakte waardoor een serie kleine moddervulkanen ontstonden waarvan het aantal snel toe nam. Al snel was de gehele boorlocatie veranderd in een borrelende moddermassa, waarin al het boormateriaal inclusief de boortoren verdween. Na de blow-out spoedden NAM-directeur Bongaerts en chef opsporing van Tellingen zich naar de rampplek, waar ze een catastrofale situatie aantroffen: uiteindelijk zakte de gehele boorinstallatie in de grond weg. De volgende dag arriveerde de beroemde Amerikaanse gas-en olierampenbestrijder Red Adair, die de NAM leerde welke maatregelen moesten worden genomen om een herhaling van een dergelijke ramp te voorkomen. Een klein door bossen omzoomd meertje herinnert nog aan de blow-out.
Dit was niet de locatie van de verdwenen boortoren, die stond namelijk ongeveer 100 meter verderop in zuidelijke richting. De grond uit het destijds afgegraven meertje werd gebruikt om de kratergaten te dichten.